# Singlish
Singlish ist eine in Singapur gesprochene Variante der englischen Sprache, die in der Regel als englisch-basierte Kreolsprache betrachtet wird. Singlish ist ein Kofferwort, zusammengesetzt aus SINGaporian EngLISH (singapurisches Englisch). Singlish ist eine in weiten Teilen der Bevölkerung von Singapur gebrauchte Umgangssprache, die in Aussprache und Wortschatz von den in Singapur gesprochenen Sprachen beeinflusst ist. In der Forschung wird Singlish auch als Colloquial Singapore English bezeichnet.
Singlisch verzeichnet Einflüsse des britischen als auch des amerikanischen Englisch und der drei anderen offiziellen Sprachen Malaiisch, Mandarin und Tamil. Zudem finden sich auch Anleihen aus dem chinesischen Dialekt Hokkien und lokalen Dialekten wie Bengali und Kantonesisch. Die Grammatik und der Gebrauch mancher Worte und Phrasen unterscheidet sich etwas von anderen Varietäten des Englischen, die Aussprache wird erheblich vom Chinesischen und Malaiischen beeinflusst. Eine direkte Kommunikation zwischen einem Englisch-Sprecher und einem Singlish-Sprecher ist teilweise erschwert, meist aber möglich.
Singlish unterscheidet sich von dem prestigeträchtigeren Singapore Standard English, das in Medien und Regierungsinstitutionen gesprochen wird und näher an Englischvarianten wie dem amerikanischen oder britischen Englisch ist. Um die Verwendung des Singlish in Alltag und Bildungsinstitutionen wird in Singapur intensiv debattiert. Viele Singapurer und speziell die Regierung von Singapur betrachten Singlish als eine korrupte Variante des Englischen, von deren Gebrauch abzuraten ist; andererseits verbreitet sich Singlish zunehmend als Erstsprache unter der Bevölkerung in Singapur und ist auch Gegenstand sprachwissenschaftlicher Forschung.

## Geschichte
In der britischen Kronkolonie Singapur (1867–1963) war Englisch eine Minderheitensprache für eine kleine Elite und nur in öffentlichen Ämtern genutzt. Neben dieser Standardvariante des Englischen für Ämter und öffentliche Aufgaben entwickelte sich auch eine umgangssprachliche Variante, die als Lingua Franca verwendet wurde, eine Mischung aus Englisch und anderen Sprachen, eine Verkehrssprache, um die Verständigung zwischen den verschiedenen Sprachgemeinschaften in Singapur zu gewährleisten. Diese umgangssprachliche Variante wurde auch in öffentlichen englischsprachigen Schulen von Schülern verschiedener Ethnien gesprochen, wobei sie damit wohl eher in den Pausen als im formalen Unterricht kommunizierten. Daraus entwickelte sich Singlish.
Nach der Unabhängigkeit von Großbritannien 1963 und der zwischenzeitlichen Föderation mit Malaysia 1965 wurde von der Regierung Englisch gefördert, auch um die Wirtschaft des rohstoffarmen Landes zu entwickeln und international auszurichten. Die Zahl der Englischsprecher wuchs gegenüber den anderen Sprachen und damit die Zahl der Singlishsprecher im privaten Bereich.

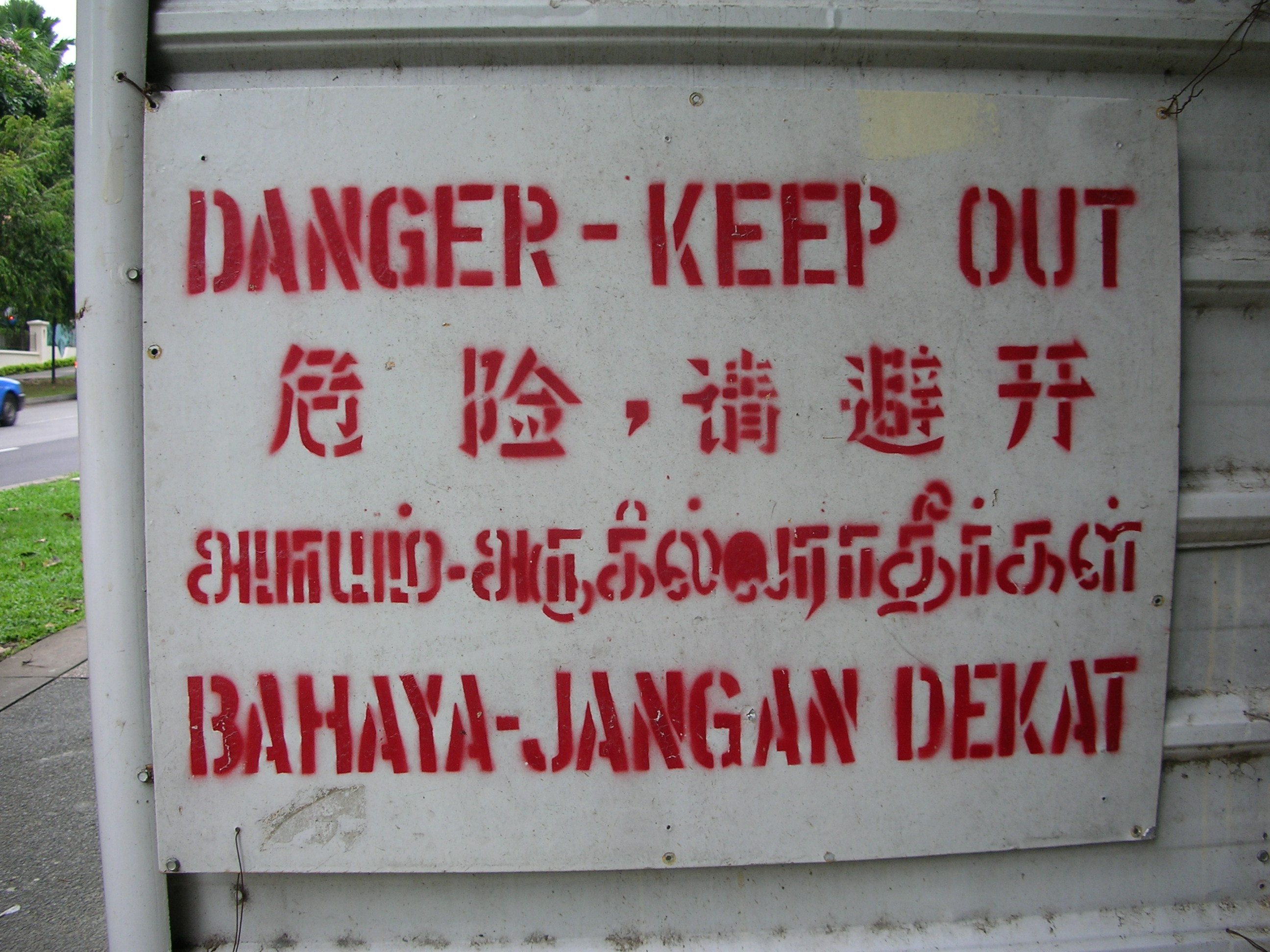
Viersprachiger Warnhinweis in Singapur in den Amtssprachen Englisch, Chinesisch, Tamil und Malaiisch

Obwohl Singlish eine zunehmende Rolle als Umgangssprache in der Gesellschaft von Singapur spielt, hat es keine offizielle Anerkennung. Die offiziellen Amtssprachen Singapurs sind Englisch, Chinesisch, Malaiisch und Tamil.
Singlish wird vielmehr von der Singapurer Regierung als Pidgin oder Deppensprache geächtet. Sie startete im April 2000 das „Speak Good English Movement“ (SGEM, "Sprecht-gutes-Englisch-Bewegung"), die dafür wirbt, ein grammatisch sauberes Englisch zu pflegen, das von der gesamten Öffentlichkeit und den Touristen verstanden würde. Ungeachtet dessen ist Singlish im täglichen Leben populär und für viele Singapurer identitätsstiftend. Ab den 1990er Jahren erobert es Musik, Film und Fernsehen. Es erfährt auch zunehmende externe Anerkennung, so waren 2017 schon 27 Wörter aus dem Singlish in das Oxford English Dictionary aufgenommen worden.
Singlish hat große Ähnlichkeiten mit dem Manglish, eine Englischvariante in Malaysia, die ebenfalls durch das Malaiische und andere südostasiatische Sprachen beeinflusst ist.

## Status
Der Status des Singlish ist Teil einer sprachwissenschaftlichen Debatte. In einigen Publikationen wird Singlish eine Kreolsprache genannt, in anderen Publikationen wird Englisch in Singapur zu den Englischvarianten gezählt, die als Zweitsprache gesprochen werden und einen Prozess der Indigenisierung durchlaufen haben, also Eigenheiten der einheimischen Sprachen angenommen haben. Zu diesen Sprachen zählen neben Englisch in Singapur auch Englisch in West- und Ost-Afrika, Indien und den Philippinen. Die Einordnung ist nicht so ganz einfach, weil das Verhältnis von Standard Singapore English und Singlish zu klären ist.
Ein möglicher Zugang ist, Singlish auf einem Kontinuum des singapurischen Englisch zu sehen, auf dessen einem Extrempunkt sich das Singapore Standard English befindet und am anderen Ende ein eher gebrochenes, rudimentär beherrschtes Englisch, ein Basilekt. Singlish wäre damit zwischen Singapore Standard English und dem Basilekt einzuordnen. In der Sprachwissenschaft bezeichnet man diese Varianten als Akrolekt, Mesolekt und Basilekt, was im Falle von Englisch in Singapur wie folgt aussähe:
- Akrolekt: Singapore Standard English, die Prestigevariante des Englischen; in Aussprache, Wortschatz und Grammatik dem britischen und amerikanischen Englisch relativ nah
- Mesolekt: Umgangssprache vieler Englischsprecher in Singapur
- Basilekt: die am wenigsten prestigeträchtige Variante, starke Abweichungen in Aussprache, Grammatik und Wortschatz vom Standard, vergleichbar einer Kreolsprache

Dies ist der Ansatz, der unter anderem durch die Linguisten Platt und Weber für Singapur vertreten wurde. Kritik wurde an diesem Modell aus verschiedenen Gründen geübt. Zum einen wird gesagt, dass dieses Modell, das aus der Forschung zu Kreolsprachen stammt, so auf das Englisch in Singapur übertragbar ist. Ferner erweckt es den Eindruck, dass der Gebrauch von Singlish von der Fähigkeit oder vielmehr mangelnden Fähigkeit abhängt, „korrektes“ Standardenglisch zu sprechen, was so pauschal nicht zutrifft.
Ein anderer Ansatz von Gupta sieht den Gebrauch von Singlish deshalb eher als eine Frage der Wahl abhängig vom Kontext: Singapurer verwenden Singlish als Umgangssprache in Alltagssituationen, sind aber auch in der Lage, auf die Ebene des Standardenglisch zu wechseln, wenn dies die Situation erfordert (sog. Code-Switching). In der Sprachwissenschaft wird dies auch mit dem Terminus Diglossie umschrieben. Nachteil dieses Ansatzes ist, dass er voraussetzt, dass man streng zwischen einem Standardenglisch in Singapur und Singlish strikt trennen kann. De facto aber beeinflussen sich beide gegenseitig. Auch verwenden nicht alle Englischsprecher in Singapur je nach Kontext Standardenglisch oder Singlish, sondern ein nicht unerheblicher Teil der Singapurer lehnt – wie auch die Regierung – Singlish als Sprache komplett ab.

## Phonetik und Phonologie
Die Aussprache des Singlish ist vor allem durch den Einfluss des Malaiischen und des südchinesischen Dialekts Hokkien gekennzeichnet.

### Konsonanten
Betrachtet man die Konsonanten, so ist zwar eine große Ähnlichkeit zum britischen Englisch zu beobachten, aber es gibt für Singapur typische Abweichungen.
|                    |               | Labial | Dental | Alveolar | Postalveolar | Palatal | Velar | Glottal |
| ------------------ | ------------- | ------ | ------ | -------- | ------------ | ------- | ----- | ------- |
| Nasale             | Nasale        | m      |        | n        |              |         | ŋ     |         |
| Plosive/ Affrikate | Stimmlos      | p      |        | t        | tʃ           |         | k     |         |
| Plosive/ Affrikate | Stimmhaft     | b      |        | d        | dʒ           |         | ɡ     |         |
| Frikative          | Stimmlos      | f      | (θ)    | s        | ʃ            |         |       | h       |
| Frikative          | Stimmhaft     | v      | (ð)    | z        | ʒ            |         |       |         |
| Approximanten      | Approximanten |        |        | l        | r            | j       | w     |         |

Charakteristisch für das Singlish ist die Ersetzung der interdentalen Laute [θ] und [ð] vor Vokalen in Worten wie thin und then durch [t] und [d], so dass man dann eher eine Aussprache wie tin und din hört. Am Ende von Wörtern findet man eher [f], z. B. Singlish [brɛf] für breath und [brif] für breathe. Ebenfalls typisch ist die Tendenz in Singlish, Plosive nicht auszusprechen, wenn sie am Ende eines Wortes auftauchen und auf einen Konsonanten folgen, so hört man eher die Aussprache [lɪm] statt [lɪmp] für limp oder [sɛn] statt [sɛnt] für cent.
Aus dem Deutschen kennt man den glottalen Plosiv [ʔ], der in Worten wie Beamter ([bɛʔamtə]) vorkommt. Diesen glottalen Plosiv findet man auch in Singlish, entweder als Glottalisierung eines Konsonanten am Ende eines Wortes oder ein Wort endet mit dem glottalen Plosiv:
tap: [tæp] in Received Pronunciation (RP) des britischen Englisch, [tɛpˀ] in Singlish
hit: [hɪt] in RP, [hiʔ] in Singlish

### Vokale
Singlish hat die folgenden Vokale:
Einfache Vokale (Monophthonge)
|                 | Vorne | Zentral | Hinten |
| --------------- | ----- | ------- | ------ |
| Geschlossen     | i (ɪ) |         | u (ʊ)  |
| Halbgeschlossen | e     | ə       | o      |
| Halboffen       | ɛ     | ə       | ɔ      |
| Offen           |       | a (ʌ)   |        |

Diphthonge
| ai | au | ɔi | iə | uə |

Bemerkenswert sind hier die Vokale i (ɪ) und u (ʊ). Singlish macht keinen Unterschied zwischen gespannten und ungespannten Vokalen, so dass Wörter wie pull und pool sowie beat und bit, die sich im britischen Englisch unterscheiden, in Singlish eine identische Aussprache haben (Homophone). Auch zwischen den Vokalen in pet und pat macht Singlish keinen Unterschied.

### Intonation
Die Standardaussprache des britischen Englisch (Received Pronunciation, RP) verwendet einen akzentzählenden Sprechrhythmus. Singlish wird meist in einem silbenzählenden Rhythmus gesprochen, woraus sich ein Eindruck eines Staccato oder eines Maschinengewehrfeuer-Rhythmus ergibt, eine besonders hervorstechende Eigenschaft des Singlish.

## Grammatik
Singlish hat einige Eigenarten in Grammatik, die es etwa vom britischen oder amerikanischen Englisch unterscheiden. Beispielhaft sind hier einige Aspekte zu Verben, Artikeln, Fragen und Negationen beschrieben. Besonders auffällig ist der Einsatz von Reduplikationen und Partikeln, wie sie etwa im Chinesischen üblich sind.

### Verben und Substantive
So lassen Sprecher des Singlish häufig das Suffix -s aus, das die dritte Person Singular beim Verb anzeigt:
Britisch: The teacher shouts a lot.
Singlish: The teacher shout a lot.
Ein weiteres Beispiel ist die Auslassung des definiten Artikels the, den man in ähnlichen Sätzen im britischen Englisch finden würde:
I don't have ticket.
She got car or not?

### Satzbau
In Singlish kann ähnlich wie im Deutschen ein anderes Satzteil als das Subjekt an den Anfang des Satzes gestellt werden, was in Standardenglisch nicht möglich ist. Dies wird häufig in der Forschung als die Möglichkeit zu einer Topikalisierung interpretiert:
To my sister sometime I speak English.
Ferner kann ein Sprecher des Singlish das Subjekt auslassen, wenn es aus dem Kontext deutlich ist (Pro-Drop-Sprache):
Always late! (=‘You are always late!’)
Must buy for him, otherwise he not happy. (=‘We must buy a present for him...’)

### Fragen und Negationen
W-Fragen werden in Singlish häufig wie folgt gebildet:
You go home for what?
Auch ein Anhängen des Ausdrucks or not ist denkbar, um eine Ja/Nein-Frage anzudeuten:
The food good or not?
You busy or not?
Das question tag isn't it ist als Äquivalent für oder am Ende von Sätzen üblich, und zwar unabhängig davon, welches Subjekt und Verb vorher benutzt wurde:
Singlish: He is going to buy a car, isn't it?
Britisches Englisch:  He is going to buy a car, isn't he?
Deutsch: Er wird ein Auto kaufen, oder?

### Reduplikation
Ein weiteres auffälliges Merkmal des Singlish sind Reduplikationen von Silben. So dient die Reduplikation in den folgenden Beispielen dazu, enge Verbundenheit und Intimität auszudrücken:
Where is your boy-boy? (dt. ‚Wo ist Ihr Freund/Sohn?‘)
We buddy-buddy. (dt. ‚Wir sind enge (männliche) Freunde.‘)

### Partikel

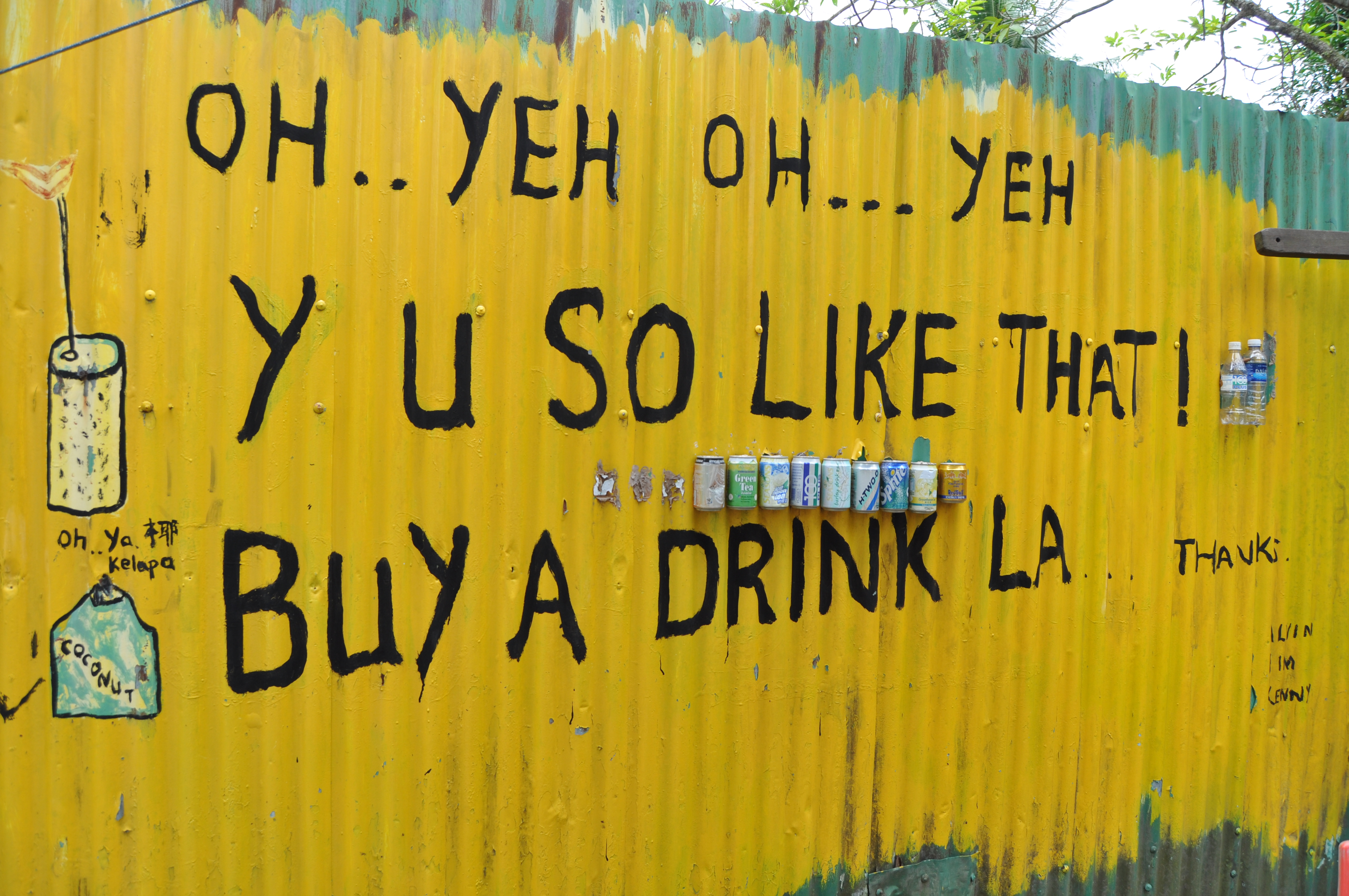
Das Partikel la zur Verstärkung in einer Getränkewerbung

Singlish hat eine große Zahl von Partikeln wie lah, ma, wat oder meh, die angehängt an Äußerungen zusätzliche Bedeutungen vermitteln, was vor allem auf den Einfluss des Chinesischen zurückzuführen ist. Die Partikel ma, wat und lor beispielsweise deuten an, wenn etwas offensichtlich ist. Mit lah kann eine Aussage ausdrücklich betont werden: Please lah come to the party (dt. ‚Bitte komm doch zur Party‘).

## Wortschatz
In Singlish findet man eine Reihe von Lehnwörtern, hauptsächlich aus dem Malaiischen und Hokkien, so etwa koon (dt. ‚schlafen‘), makan (dt. ‚essen‘) oder tolong (dt. ‚Hilfe‘). Sinseh bezieht sich auf einen Arzt, der traditionelle chinesische Medizin praktiziert. Manche englischen Wörter werden auch im Vergleich zum britischen Englisch in ihrer Bedeutung erweitert, so bedeutet take in Singlish auch ‚essen‘ und ‚trinken‘. Auch Kombinationen, die aus zwei Sprachen entlehnt sind, finden sich: lim kopi (dt. ‚Kaffee trinken‘) ist eine Kombination aus dem Hokkien-Wort lim für ‚trinken‘ und dem malaiischen Wort kopi für ‚Kaffee‘.

## Sprachbeispiele
- Dis guy Singrish si beh zai sia (Basilekt) hat die Mesolekt-Form Dis guy Singlish damm good eh und bedeutet im Akrolekt so viel wie This person’s Singlish is very good (Sein/ihr Singlisch ist sehr gut).[29]
- Gostan: Aus den Zeiten der Britischen Kolonien entstand von „to go astern“ (deutsch: geh achtern) der Begriff: geh nach hinten im Schiff. Gostan sagt man heute dem Taxifahrer, wenn man möchte, dass er umkehren solle.[4][7]
- Shiok (für prima! oder toll!), Wah (Ausdruck von reiner Freude) und Killer Litter (herabfallende Objekte, eine lästige, manchmal tödliche Gefahr durch ruchlose Bürger, die einfach ihren Abfall, sogar Getränkekisten und alte Kühlschränke, aus dem Fenster oder vom Balkon ihrer Hochhauswohnungen werfen) – sind nur drei von 18 Ausdrücken im Singlish, die erstmals sogar in das Oxford English Dictionary aufgenommen wurden.[30]